# Szent György-fatemplom (Bóz)
A bózi Szent György-fatemplom műemlékké nyilvánított épület Romániában, Hunyad megyében. A romániai műemlékek jegyzékében a  HD-II-m-B-03261 sorszámon szerepel.